# The Crowded Room
The Crowded Room är en amerikansk dramaserie från 2023 vars första säsong består av 10 avsnitt som hade premiär på Apple TV+ den 9 juni 2023. Serien är baserad på Daniel Keyes roman The Minds of Billy Milligan.

## Handling
Serien kretsar kring Danny Sullivan som arresteras efter att han varit involverad i en skottlossning i New York år 1979. Genom förhörsledaren Rya Goodwins intervjuer skapas en bild av Sullivans livshistoria.

## Roller i urval
| Tom Holland        | – Danny Sullivan |
| Amanda Seyfried    | – Rya Goodwin    |
| Emmy Rossum        | – Candy Sullivan |
| Will Chase         | – Marlin Reid    |
| Sasha Lane         | – Ariana         |
| Christopher Abbott | – Stan           |
| Emma Laird         | – Isabel         |
| Jason Isaacs       | – Jack Lamb      |
| Lior Raz           | – Yitzhak        |
| Henry Eikenberry   | – Doug           |
| Henry Zaga         | – Philip         |
| Thomas Sadoski     | – Matty Dunne    |
| Laila Robins       | – Susie          |
| Sam Vartholomeos   | – Mike           |